# Petroșani
Petroșani là một đô thị thuộc hạt Hunedoara, România. Dân số thời điểm năm 2002 là 45447 người.